# Palazzo Medici di Ottaviano

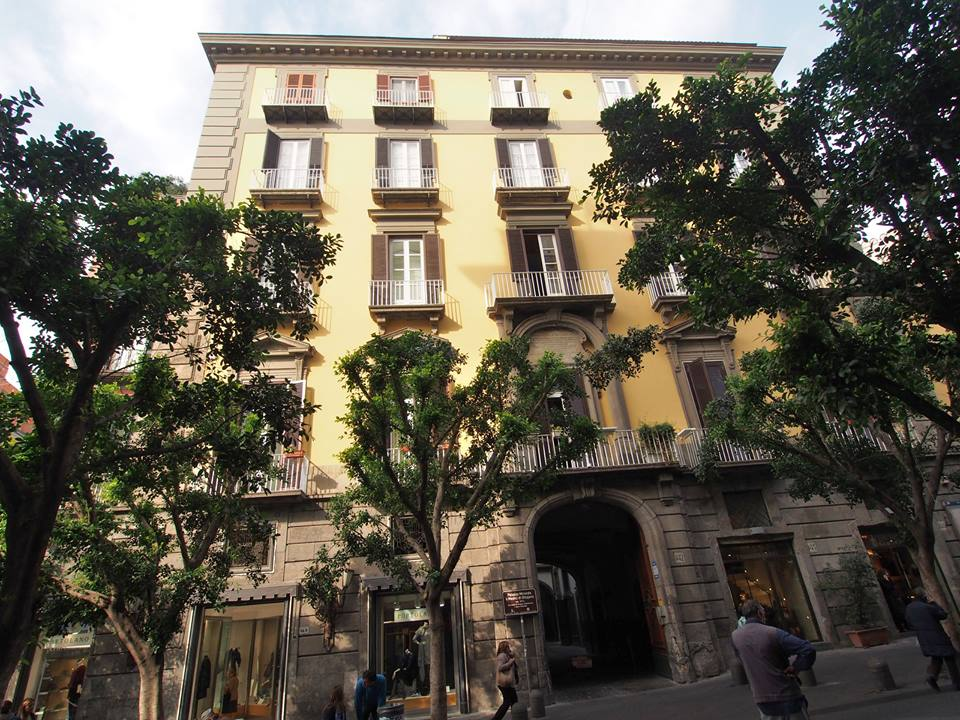
Palazzo Medici di Ottaviano in Neapel

Der Palazzo Medici di Ottaviano (auch Palazzo Miranda) ist ein Palast aus dem 18. Jahrhundert im Viertel San Ferdinando in Neapel in der italienischen Region Kampanien. Er liegt in der Via Chiaia.

## Geschichte
Das Gebäude steht in der Gegend der Grenze der ummauerten Stadt; tatsächlich wurde es an der Stelle errichtet, an der früher die ‚‚Porta di Chiaia‘‘ stand: Dieses Stadttor wurde 1782 nach Beschluss durch eine Kommission aus Architekten und Bauingenieuren des Königreichs abgerissen. Bekannte Mitglieder dieser Expertenkommission waren Carlo Vanvitelli, Nicola Schioppa, Gaetano Barba und Pasquale de Simone.
Das erste Projekt des Palastes schuf Pompeo Schiantarelli, aber die Realisierung führte Gaetano Barba nach früheren Plänen von Carlo Vanvitelli durch.
Das Gebäude kauften dann die Caracciolos aus Avellino, Herzöge von Miranda, die es später an die Familie Medici di Ottajano weiterverkauften.
Im 19. Jahrhundert wurden der umbaute Raum und der Grundriss des Palastes mehrmals verändert. Die Arbeiten wurden unter der Leitung der Architekten Tommaso Giordano und Antonio Annito durchgeführt, während die klassizistischen Dekorationen im Inneren des dritten Obergeschosses nach Zeichnungen von Antonio Niccolini anlässlich der Hochzeit von Michele de’ Medici di Ottajano und Giulia Marulli ausgeführt wurden.